# Cal·list II
Cal·list II Xantopoulos (en grec medieval Κάλλιστος Β' Ξανθόπουλος) va ser patriarca de Constantinoble l'any 1397, quan regnava l'emperador romà d'Orient Manuel II Paleòleg. Se'l suposa autor d'una homilia d'exaltació de la creu (De cruce) però també podria ser obra de Cal·list I. Altres llibres teològics que es conserven corresponen també a un dels dos Cal·lists.
Mentre ocupava el càrrec el sultà otomà Baiazet I va assetjar Constantinoble. Va abandonar el patriarcat, perquè aquells anys eren molt convulsos, i es va retirar a un monestir, on va morir portant una vida ascètica. L'Església Ortodoxa el considera sant i celebra la seva festa el 22 de novembre.